# Метрическая связность
Метрическая связность ― линейная связность в векторном расслоении
{\displaystyle \eta :E\to B}
снабжённом билинейной метрикой в слоях, при которой параллельное перенесение вдоль произвольно кусочно гладкой кривой в {\displaystyle B} сохраняет метрику, то есть скалярное произведение векторов остаётся постоянным при их параллельном перенесении.

## Связанные определения
- Аффинная метрическая связность для римановой метрики называется римановой связностью.

## Примеры
- Связность Леви-Чивиты